# Шматков Сергій Ігорович
Сергі́й І́горович Шматко́́в — український науковець, доктор технічних наук (2012), професор.

## Короткі відомості
Завідувач кафедри теоретичної та прикладної системотехніки Харківського університету ім. Каразіна.
Серед робіт
- «Методи та моделі обміну інформацією в розподілених адаптивних обчислювальних мережах з часовою параметризацією паралельних процесів», монографія, 2011 — співавтори — Лосєв Юрій Іванович, Кирило Маркович Руккас.
- «Синтез та аналіз паралельних процесів в адаптивних часовопараметризованих обчислювальних системах», 2012, монографія, у співавторстві, під редакцією Геннадія Полякова
- «Методи та моделі організації часопараметризованих паралельних процесів в адаптивних обчислювальних мережах», 2012